# 德珠活佛
德珠活佛（藏語：སྡེ་དྲུག，威利转写：sde drug），是西藏木如寺、扎果寺等寺的活佛，属藏传佛教格鲁派。清朝时期曾经封为呼图克图，称德柱呼图克图；中华民国大陸时期续封呼图克图，仍称为德柱呼图克图；中华人民共和国时期，称为德珠活佛。

## 沿革
德珠活佛系统开始于罗布藏青饶汪曲。在其之前， 罗布藏扪浪曾任甘丹赤巴，后来被计算为第一世德珠活佛。而在这种算法下，罗布藏青饶汪曲为第二世德珠活佛。罗布藏青饶汪曲曾任甘丹赤巴、十二世达赖的经师、代理摄政（即“协理商上事务”）等职务。 任代理摄政后，获清朝赏给诺门罕。清朝同治年间，因参与剿灭瞻对的工布朗结，获同治帝加恩赏给呼图克图并给印信，还批准其转世承袭。 同时，西藏噶厦将隆子宗（如今山南地区隆子县）的六座庄园封赏给他，以表彰其功绩，因此而得名“德珠”，并以获赏的庄园附近的扎果寺等六座寺庙为德珠活佛主寺。
2000年第五世德珠活佛江白格桑加措圆寂后，2010年7月隆子县男童洛桑多吉被认定为第五世德珠活佛的转世灵童，并于同年8月坐床。

## 历世德珠活佛
| 世数           | 生年     | 坐床年份 | 卒年   | 汉文姓名                    | 藏文姓名               |
| -------------- | -------- | -------- | ------ | --------------------------- | ---------------------- |
| 第一世（追认） | 1728年？ | ——       | 1798年 | 罗布藏扪浪                  | བློ་བཟང་སྨོན་ལམ            |
| 第二世         | 1799年?  | ——       | 1872年 | 罗布藏青饶汪曲              | བློ་བཟང་མཁྱེན་རབ་དབང་ཕྱུག    |
| 第三世         | 1876年   | ？       | 1897年 | 德珠·阿旺罗布藏丹贝卓美     |                        |
| 第四世         | 1898年   | ？       | ？     | 德珠·吐布丹坚参青饶称勒朗结 |                        |
| 第五世         | 1934年   | 1942年   | 2000年 | 德珠·江白格桑加措           | འཇམ་དཔལ་བསྐལ་བཟང་རྒྱ་མཚོ་  |
| 第六世         | 2005年   | 2010年   | 在世   | 德珠·加羊西绕班典           | འཇམ་དབྱངས་ཤེས་རབ་དཔལ་ལྡན་ |